# James Willcocks

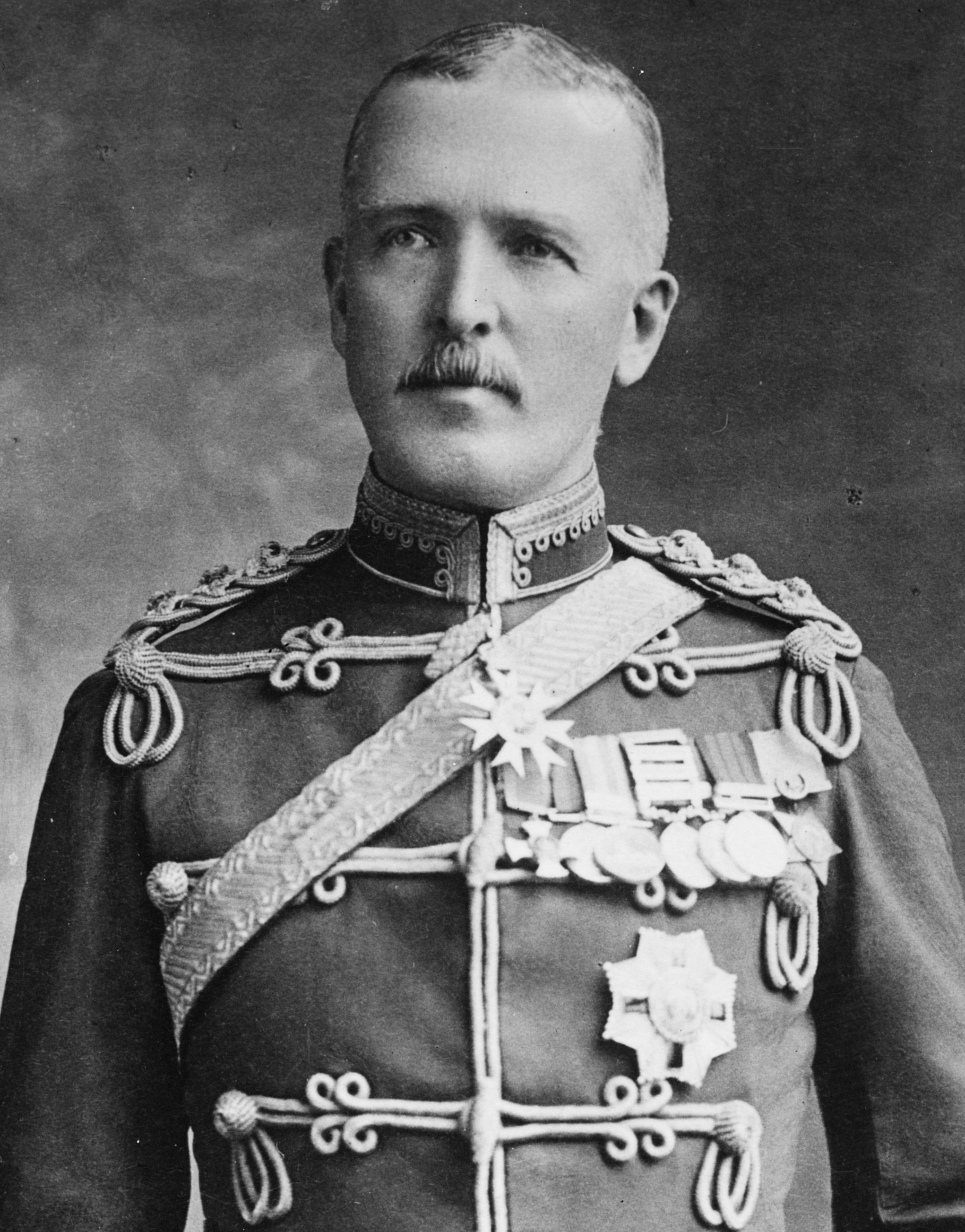
Sir James Willcocks

Sir James Willcocks GCB, GCMG, KCSI, DSO (* 1. April 1857 in Baraut, Distrikt Meerut, Britisch-Indien; † 18. Dezember 1926 in Bharatpur) war ein britischer Offizier, zuletzt General, der hauptsächlich in Indien und Afrika diente und im Ersten Weltkrieg bis 1915 das Indische Korps an der Westfront führte.

## Leben
Willcocks wurde als Sohn eines Offiziers der Britischen Ostindien-Kompanie und jüngerer Bruder von William Willcocks geboren. Er wurde in England erzogen und am Royal Military College Sandhurst zum Offizier ausgebildet, als welcher er 1878 ins 100th (Prince of Wales's Royal Canadian) Regiment of Foot aufgenommen wurde. Er diente 1879/80 als Nachschuboffizier im Zweiten Anglo-Afghanischen Krieg, anschließend in der Grenzregion Wasiristan. 1884 wurde er zum Captain befördert und zum Army Transport Department in Assam abgestellt. Von 1885 bis 1886 diente er während des Mahdi-Aufstandes im Sudan sowie von 1886 bis 1889 in Burma, wofür er den Distinguished Service Order erhielt. 1887 wurde er Adjutant des 1. Bataillons des Prince of Wales's Leinster Regiment (Royal Canadians). Von 1889 bis 1890 diente er als Nachrichtenoffizier während der Chin-Lushai-Expedition und 1891 in der Manipur-Expedition.
1897 wurde er assistierender Generaladjutant der Tochi Field Force in Indien und später im gleichen Jahr stellvertretender Befehlshaber der West African Frontier Force (WAFF) unter Frederick Lugard im temporären Rang eines Lieutenant Colonel. Zu Neujahr 1899 wurde er als Companion in den Order of St. Michael and St. George aufgenommen, im gleichen Jahr folgte er Lugard als Befehlshaber der WAFF nach. Im Aschanti-Krieg von 1900 wurde er für seinen Entsatz von Kumasi als Kommandeur der Ashanti Field Force bekannt.
Nach einem kurzen Einsatz im Zweiten Burenkrieg 1902 wurde er nach Indien zurückbeordert, wo er Kommandeur der Nowshera-Brigade im temporären Rang eines Brigadier-Generals wurde. Diesen Posten bekleidete er bis 1907. 1908 diente er in der Zakka-Khel-Expedition an der Nordwestgrenze Britisch-Indiens, in der er einen Verband in Divisionsgröße befehligte. 1910 erhielt er im Rang eines Lieutenant-General den Befehl über die indische Northern Army.

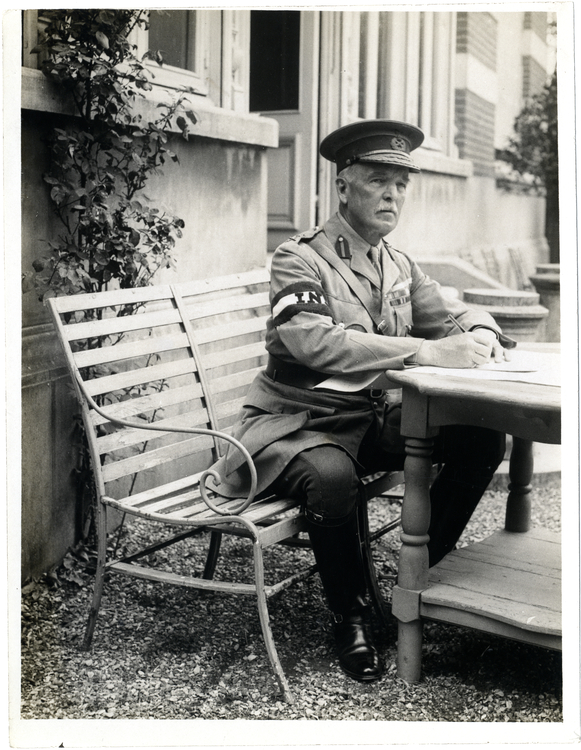
James Willcocks in Frankreich, August 1915

Am 5. September 1914 wurde er zum Befehlshaber des für den Einsatz in Frankreich vorgesehenen Indischen Korps der Indian Expeditionary Force A ernannt. Mit diesem kämpfte er 1914 während des „Wettlaufs zum Meer“ in den Schlachten von La Bassée, Messines und Armentières. 1915 kam das Korps in den Schlachten von Neuve-Chapelle, Ypern, Aubers Ridge und Festubert zum Einsatz. Während der Vorbereitungen für die Schlacht bei Loos wurde Willcocks am 3. September von seinem unmittelbaren Vorgesetzten Douglas Haig, dem Oberbefehlshaber der 1. Armee, in Gegenwart aller hohen Offiziere der Armee heftig kritisiert und bot daraufhin seine Resignation an, die von Haig sofort akzeptiert wurde. Sein ehemaliges Korps wurde nach der Schlacht aus Frankreich abgezogen.
Willcocks’ lange und erfolgreiche militärische Karriere war damit abrupt beendet. 1917 wurde er zum Gouverneur von Bermuda ernannt, was er bis 1922 blieb. Seine letzten Lebensjahre verbrachte er wieder in Indien, wo er 1926 starb.

## Schriften
- From Kabul To Kumassi. Twenty Four Years of Soldiering and Sport. (1904)
- With the Indians in France. (1920)
- The Romance of Soldiering & Sport. (1925)